# Liz Hjalmarsson
Liz Hjalmarsson, född 8 augusti 1959, är en svensk före detta friidrottare (medel- och långdistans) som tävlade för klubben IF Göta. Hon utsågs år 1993 till Stor Grabb/tjej nummer 408.

## Personliga rekord
- 800 meter - 2.06,7 (Karlstad 2 juli 1975)
- 1 500 meter - 4.18,49 (Stockholm 26 juli 1977)
- 1 engelsk mil - 5.04,3 (Karlstad 25 augusti 1993)
- 2 000 meter - 6.30,9 (Sollentuna 11 juli 1990)
- 3 000 meter - 9.18,58 (Stockholm 4 augusti 1978)
- 5 000 meter - 16.16,43 (Des Moines 30 april 1983)
- 10 000 meter - 34.17,22 (Stockholm 29 augusti 1993)
- Halvmaraton - 1.15.56 (Stockholm 22 augusti 1992)
- Maraton - 2.45.05 (Stockholm 30 maj 1992)